# Margit Rösler
Margit Rösler (* im Dezember 1962 in Zwiesel) ist eine deutsche Mathematikerin und Professorin für Analysis an der Universität Paderborn.

## Leben
Margit Rösler studierte ab 1982 Mathematik mit Physik im Nebenfach an der Technischen Universität München und der ETH Zürich. 1988 schloss sie ihr Mathematik-Diplom in München ab. In dieser Zeit war sie Stipendiatin der Stiftung Maximilianeum. Ihre Promotion an der TU München beendete Rösler 1992 mit ihrer Dissertation Durch orthogonale trigonometrische Systeme auf dem Einheitskreis induzierte Faltungsstrukturen auf Z unter Rupert Lasser und Elmar Thoma. Von 1992 bis 2000 blieb sie für ihre Postdoc-Phase weiter an der TU München, mit Unterbrechung um einen DFG-geförderten Forschungsaufenthalt an der University of Virginia 1996/97. 1999 habilitierte Rösler mit Contributions to the Theory of Dunkl Operators im Fach Mathematik.
Von 2000 bis 2004 befristet lehrte sie als C2-Professorin an der Georg-August-Universität Göttingen. 2004 und 2005 forschte sie NWO-gefördert an der Universiteit van Amsterdam bei Tom Koornwinder. Für das Wintersemester 2004/2005 bekleidete Rösler temporär eine C4-Professur für Algebra an der Technischen Universität Darmstadt. 2005/2006 folgte ein Forschungsaufenthalt in Bochum, an den bis 2012 eine Analysis-Professur an der Technischen Universität Clausthal anschloss. Seit 2012 ist sie Professorin an der Universität Paderborn.
Ihre Forschungsinteressen liegen im Bereich der Harmonischen Analysis, der Dunkl-Theorie und der multivariablen Speziellen Funktionen.
Rösler ist Mitglied im Editorial Board der Zeitschrift Studies in Applied Mathematics (seit 2020).
Rösler ist verheiratet.

## Schriften
- Positivity of Dunkl's intertwining operator. In: Duke Math. J. 98 (1999), S. 445–463.
- Margit Rösler, Michael Voit: Markov Processes Related with Dunkl Operators. In: Advances in Applied Mathematics. Band 21, Nr. 4, 1998, S. 575–643, doi:10.1006/aama.1998.0609 (sciencedirect.com).
- Dunkl operators: Theory and Applications. In: Lecture Notes in Math. 1817 (2003), S. 93–136.
- Bessel convolutions on matrix cones. In: Compositio Math. 143 (2007), S. 749–779.